# Masaya Suzuki
Masaya Suzuki (født 9. maj 1988) er en japansk fodboldspiller.
Han har spillet for flere forskellige klubber i sin karriere, herunder Mito HollyHock, SC Sagamihara og Azul Claro Numazu.